# Oficio de tinieblas (obra de teatro)
Oficio de tinieblas es una obra de teatro en tres actos de Alfonso Sastre, escrita en 1962 y estrenada en 1967.

## Argumento
Un día de Jueves Santo, una prostituta es víctima de un crimen pasional en medio de una gran juerga alcohólica. La salvaguarda de ciertos intereses políticos da lugar a que un inocente sea acusado del asesinato. La responsabilidad moral se reparte entre un grupo de seis personas congregadas en un chalet de Navacerrada.

## Estreno
En 1962 el director escénico José Luis Alonso intentó llevar la obra a los escenarios del Teatro María Guerrero. Sin embargo, problemas de censura lo impidieron. El estreno no se produjo hasta cinco años más tarde.
- Teatro de la Comedia, Madrid. 8 de febrero de 1967. Estreno.
  - Dirección: José María de Quintó.
  - Intérpretes: Andrés Mejuto, Julia Martínez, Javier Loyola, Charo Soriano, Manuel Galiana, Roberto Llamas.